# Kevin Ellis (Skeletonpilot)
Kevin Ellis (* 29. Juni 1973 in Dallas) ist ein früherer US-amerikanischer Skeletonpilot.
Kevin Ellis begann im Januar 2000 als Zehnter bei den US-Meisterschaften seine internationale Karriere. Im November des Jahres debütierte er als Achter in Calgary beim erstmals ausgetragenen America’s Cup. Im Dezember 2001 wurde er in Lake Placid zunächst Zweiter, im folgenden Rennen siegte er erstmals. In der Saison 2001/02 belegte er hinter Zach Lund den zweiten Rang in der Gesamtwertung des Wettbewerbs. Für die Olympischen Spiele 2002 in Salt Lake City konnte er sich nicht qualifizieren. Bei den US-Meisterschaften des Jahres wurde er Zweiter hinter Chris Soule.
Im November 2002 nahm Ellis in Calgary erstmals an einem Weltcuprennen teil und beendete es als 14. Schon bei seinem folgenden Rennen in Park City kam er als Zehnter unter die Top 10, in seinem dritten Weltcuprennen in Lake Placid belegte er hinter Soule den zweiten Platz. Es sollte sein bestes Ergebnis bleiben. Die Weltmeisterschaften 2003 in Nagano beendete er als Sechster. Nachdem er zwischen 2003 und 2005 weniger gute Ergebnisse hatte und sogar wieder in den America’s Cup zurückgestuft wurde – wo er allerdings sehr gute Ergebnisse hatte – folgte in der Saison 2005/06, Ellis’ letzter Saison, noch einmal eine Leistungssteigerung. In Igls belegte er im Dezember 2005 nochmals einen zweiten Weltcupplatz, zudem konnte er sich für die Olympischen Spiele 2006 in Turin qualifizieren. Das olympische Rennen, gleichzeitig letztes Rennen seiner Karriere, beendete Ellis als 17.